# Tupungato
El Tupungato és una de les muntanyes més altres d'Amèrica del Sud. És un gran estratovolcà dels Andes que data del Plistocè. Es troba a la frontera entre la xilena Regió Metropolitana de Santiago, a uns 80 km a l'est de Santiago de Xile, i de la província argentina de Mendoza, uns 100 km al sud de l'Aconcagua, el cim més alt de tot l'hemisferi Sud i occidental. Ben a prop hi ha l'actiu volcà Tupungatito, la darrera erupció del qual fou el 1987.
Amb els seus 6.570 msnm és la muntanya més alta els Andes al sud de l'Aconcagua. A la seva falda hi neix el riu Colorado, que desemboca al riu Maipo.
El volcà dona nom al Departament de Tupungato, una important zona vitivinícola de la província de Mendoza, a l'Argentina.

## Accident aeri de 1947
El 2 d'agost de 1947 un Lancastrian de la British South American Airways s'estavellà contra una glacera a 4.700 msnm prop del cim del Tupungato, al vessant nord-oest, a l'Argentina. L'avió quedà enterrat per l'impacte i els posteriors allaus i nevades, cosa que impossibilità la seva troballa durant els treballs de rescat. Mig segle més tard, el 1998, un andinista de Tandil, va descobrir l'accident aeri. Finalment una expedició duta a terme el març de 1999 aconseguí arribar on hi havia les restes de l'avió, alguns d'ells cremats i exposats a la morrena frontal per acció de l'avanç de la glacera: parts del fuselatge, la punta d'una de les ales, un motor, un hèlix, tubs d'oxigen, boines i botes de la RAF, valises i cadàvers mutilats enterrats al gel, conservats com si l'accident hagués tingut lloc poques hores abans.